# Leucauge arbitrariana
Leucauge arbitrariana är en spindelart som beskrevs av Embrik Strand 1913. Leucauge arbitrariana ingår i släktet Leucauge och familjen käkspindlar. Inga underarter finns listade i Catalogue of Life.